# Lois Craffonara
Lois Craffonara (Longega di Marebbe, 27 marzo 1940) è un linguista e filologo italiano di lingua ladina.

## Biografia
Laureato in filologia romanza all'università degli studi di Padova, è stato tra i fondatori ed il primo direttore (dal 2 settembre 1977) dell'Istituto Ladino "Micurà de Rü", che promuove la lingua e la cultura ladina. Ha mantenuto la carica fino al 31 dicembre 1992. Numerose le sue pubblicazioni sulla lingua e le usanze ladine, a cominciare dalla rivista annuale dal titolo Ladinia - Sföi culturâl dai ladins dles Dolomites.
È consulente scientifico del Museum Ladin Ćiastel de Tor di San Martino in Badia.